# Équipe de Namibie de rugby à XV à la Coupe du monde 2003
L'équipe de Namibie a terminé cinquième de la poule A et n'a pas participé à la phase finale de la Coupe du monde de rugby 2003.

## Résultats de la poule A
| Équipes   | MJ | V | N | D | PP  | PC  | PB | Pts |
| --------- | -- | - | - | - | --- | --- | -- | --- |
| Australie | 4  | 4 | 0 | 0 | 273 | 32  | 2  | 18  |
| Irlande   | 4  | 3 | 0 | 1 | 141 | 56  | 3  | 15  |
| Argentine | 4  | 2 | 0 | 2 | 140 | 57  | 3  | 11  |
| Roumanie  | 4  | 1 | 0 | 3 | 65  | 192 | 1  | 5   |
| Namibie   | 4  | 0 | 0 | 4 | 28  | 310 | 0  | 0   |

Résultats
- 14 octobre : Argentine 67-14 Namibie (2 essais marqués)

- 19 octobre : Irlande 64-7 Namibie (1)

- 25 octobre : Australie 142-0 Namibie

- 30 octobre : Roumanie 37-7 Namibie (1)

- 28 points inscrits, 4 essais, 4 transformations.

## L'équipe de Namibie cinquième de poule
Joueurs qui ont joué pendant cette Coupe du monde 2003 :

### Première ligne
- Neil du Toit : 4 matches
- Kees Lensing : 4 matches  comme titulaire
- Johannes Meyer : 3 matches

### Deuxième ligne
- Eben Isaacs : 3 matches comme titulaire, 1 essai
- Heino Senekal : 4 matches comme titulaire

### Troisième ligne
- Wolfie Duvenhage : 3 matches
- Sean Furter : 4 matches (3 comme titulaire), capitaine
- Herman Lintvelt : 3 matches
- Schalk van der Merwe : 4 matches

### Demi de mêlée
- Hakkies Husselman : 3 matches comme titulaire, 1 essai

### Demi d’ouverture
- Emile Wessels : 4 matches, 4 transformations

### Trois quart centre
- Melrick Africa : 3 matches
- Du Preez Grobler : 4 matches, 1 essai
- Corne Powell : 3 matches (2 comme titulaire), 1 essai

### Trois quart aile
- Vincent Dreyer : 2 matches
- Deon Mouton : 4 matches,

### Arrière
- Jurie Booysen : 2 matches

## Meilleur marqueur
- Emile Wessels : 8 points